# ФК Пролетер Теслић
Фудбалски клуб Пролетер је фудбалски клуб из Теслића, Република Српска, Босна и Херцеговина који се такмичи у оквиру Друге лиге Републике Српске — група Запад.

## Историја
Клуб је основан 1926. године.
ФК Пролетер је био првак групе „Запад“ Друге лиге Републике Српске у сезони 2006/07.